# 兵藤釗
兵藤 釗（ひょうどう つとむ、1933年4月21日 - 2022年12月13日 ）は、日本のマルクス経済学者。東京大学名誉教授。

## 概要
愛知県西加茂郡挙母町（現・豊田市）生まれ。挙母尋常高等小学校（現・豊田市立童子山小学校）、旧制愛知県挙母中学校・新制愛知県立挙母西高等学校（現・愛知県立豊田西高等学校）卒業。1957年、東京大学経済学部卒業。1962年、東京大学大学院経済学研究科博士課程単位取得退学。
東京大学経済学部教授を経て、名誉教授。1984年から1986年まで社会政策学会代表幹事。1994年から1998年まで埼玉大学経済学部教授。1998年4月から2004年3月まで埼玉大学学長。2007年から2011年まで学校法人成城学園学園長。2009年に瑞宝重光章を受章。
マルクス経済学専攻で、近代経済学には疎いと自認していた。労働研究者の濱口桂一郎は、「労使関係史研究の金字塔『日本における労資関係の展開』や、やや一般向けの名著『労働の戦後史』は、いまでも基本枠組み」と評している。

## 著書
単著
- 『日本における労資関係の展開』 東京大学出版会、1971年
- 『現代の労働運動』 東京大学出版会、1981年
- 『労働の戦後史』上下 東京大学出版会、1997年

共編著
- 『日本資本主義と労働問題』 隅谷三喜男・小林謙一共著 東京大学出版会、1967年
- 『日本における「新左翼」の労働運動』上下 戸塚秀夫・中西洋・山本潔共著 東京大学出版会、1976年
- 『国鉄労働運動への提言』 第一書林、1984年
- 『高度技術社会と人の生き方』 森亘ほか共著 東京大学出版会、1986年
- 『労使関係の転換と選択――日本の自動車産業』 戸塚秀夫共編 日本評論社、1991年
- 『地域社会と労働組合――「産業空洞化」と地域戦略の模索』 戸塚秀夫共編著 日本経済評論社、1995年